# ذبابة قانصة
ذبابة قانصة هي ذبابة من فصيلة الذبابية المنزلية. توجد في المنطقة القطبية الشمالية القديمة. قوتها الهوام والحشرات الصغيرة تقتنصها بالمطاردة.